# Castignano
Castignano là một đô thị ở tỉnh Ascoli Piceno ở vùng Marche, khoảng 80 km về phía nam của Ancona và khoảng 10 km về phía đông bắc của Ascoli Piceno. Tại thời điểm ngày 31 tháng 12 năm 2004, đô thị này có dân số 3.039 người và diện tích 38.9 km².
Đô thị Castignano bao gồm các frazioni (các đơn vị trực thuộc, chủ yếu là thôn làng) Ripaberarda, San Venanzo, San Martino, Castiglioni, Rufianovà Sant'Angelo di Ripaberarda.
Castignano giáp các đô thị: Appignano del Tronto, Ascoli Piceno, Cossignano, Montalto delle Marche, Montedinove, Offida, Rotella.

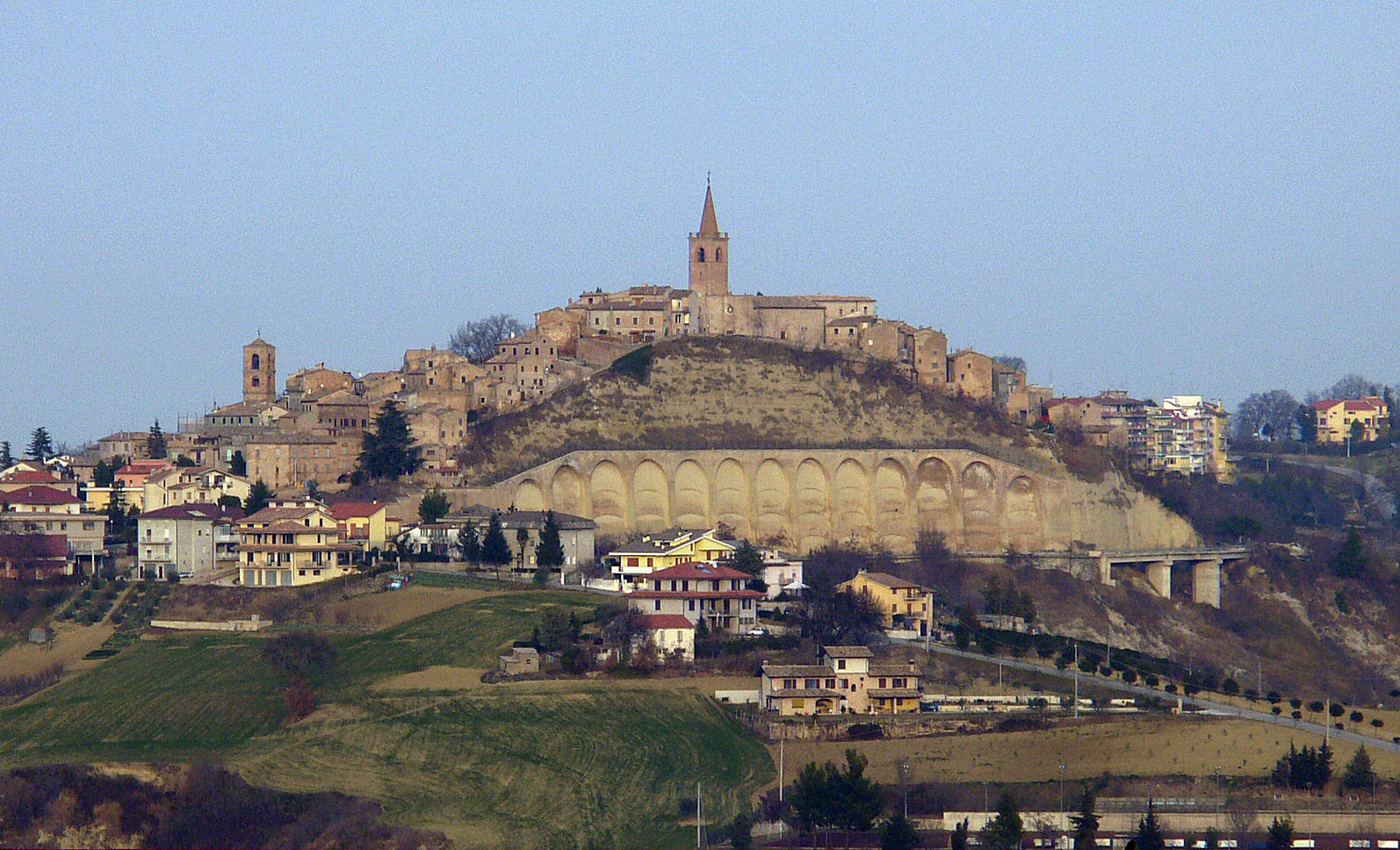
Castignano nhìn từ Ripaberarda